# Сумма Гаусса
В математике под суммой Гаусса понимается определенный вид конечных сумм корней из единицы, как правило, записанных в виде
{\displaystyle G(\chi ):=G(\chi ,\psi )=\sum \chi (r)\cdot \psi (r)}
Здесь сумма берется по всем элементам r некоторого конечного коммутативного кольца R, ψ(r) — гомоморфизм аддитивной группы R+ в единичную окружность, и χ(r) — гомоморфизм группы единиц R× в единичную окружность, расширенную элементом 0. Суммы Гаусса являются аналогом гамма-функций для случая конечных полей.
Эти суммы часто встречаются в теории чисел, в частности, в функциональных уравнениях L-функций Дирихле.
Карл Фридрих Гаусс использовал свойства сумм для решения некоторых задач теории чисел, в частности он применил их в одном из доказательств квадратичного закона взаимности.
Первоначально под суммами Гаусса понимались квадратичные суммы Гаусса, для которых R — поле вычетов по модулю p, а χ — символ Лежандра. Для этого случая Гаусс показал, что G(χ) = p1/2 или ip1/2, когда p сравнимо с 1 или 3 по модулю 4 соответственно.
Альтернативная форма записи суммы Гаусса:
{\displaystyle \sum e^{\frac {2\pi ir^{2}}{p}}}
Общая теория сумм Гаусса была разработана в начале XIX века с использованием сумм Якоби и их разложений на простые в круговых полях.
Значение сумм Гаусса для теории чисел было выявлено только в 20-е годы XX века. В это время Герман Вейль применил для исследования равномерных распределений более общие тригонометрические суммы, впоследствии названные суммами Вейля. В то же время И. М. Виноградов использовал суммы Гаусса для получения оценки сверху наименьшего квадратичного невычета по модулю р. Суммы Гаусса позволяют установить связь между двумя важными объектами теории чисел: мультипликативными и аддитивными характерами. Квадратичные суммы Гаусса тесно связаны с теорией θ-функций.
Абсолютное значение сумм Гаусса обычно находят с помощью теоремы Планшереля для конечных групп. В случае, когда R — поле из p элементов и χ нетривиален, абсолютное значение равно p1/2. Вычисление точного значения общих сумм Гаусса является непростой задачей.

## Свойства сумм Гаусса для характера Дирихле
Сумма Гаусса для характера Дирихле по модулю N
{\displaystyle G(\chi )=\sum _{a=1}^{N}\chi (a)e^{2\pi ia/N}.}
Если χ — примитивный, то
{\displaystyle |G(\chi )|={\sqrt {N}},}
и, в частности, не равна нулю. Более общо, если N0 — кондуктор характера χ и χ0 — примитивный характер Дирихле по модулю N0, индуцирующий χ, то
{\displaystyle G(\chi )=\mu (N/N_{0})\chi _{0}(N/N_{0})G(\chi _{0})}
где μ — функция Мёбиуса.
Из этого следует, что G(χ) не равна нулю тогда и только тогда, когда N/N0 свободно от квадратов и взаимно просто с N0.
Выполняется также соотношение
{\displaystyle G({\overline {\chi }})=\chi (-1){\overline {G(\chi )}},}
где χ — комплексное сопряжение характера Дирихле.
Если χ′ — характер Дирихле по модулю N′, такой что N и N′ взаимно просты, то
{\displaystyle G(\chi \chi ^{\prime })=\chi (N^{\prime })\chi ^{\prime }(N)G(\chi )G(\chi ^{\prime }).}

### Издания на русском языке
- Айерлэнд К., Роузен М. Классическое введение в современную теорию чисел.
- Карл Фридрих Гаусс. Сб. статей, М., 1956;
- Виноградов И. М. Метод тригонометрических сумм в теории чисел, М., 1971;
- Дэвенпорт Г. Мультипликативная теория чисел, пер. с англ., М., 1971;
- Прахар К. Распределение простых чисел, пер. с нем., М., 1967;
- Xассе Г. Лекции по теории чисел, пер. с нем., М., 1953.

### Кондуктор характера
- Алгебраическая теория чисел, пер. с англ., М., 1969;
- Серр Ж.-П. Абелевы l-адические представления и эллиптические кривые, пер. с англ., М., 1973.